# Kleinwallstadt
Kleinwallstadt è un comune tedesco di 5 823 abitanti, situato nel land della Baviera.